# Acquaro
Acquaro är en ort och kommun i provinsen Vibo Valentia i regionen Kalabrien i Italien. Kommunen hade 2 331 invånare (2017).